# حقوق الإنسان في بيرو
تُحمى حقوق الإنسان في بيرو بموجب الدستور، يؤكد دستور بيرو على أهمية الدولة في الحفاظ على كرامة جميع البشر. يضم الدستور مواد تعزز حق تقرير المصير والمساواة وعدم التمييز والحياة. عملت البلاد منذ نهاية النزاع الداخلي الذي حدث في بيرو من 1980 حتى 2000 على دمج الأنظمة والأوضاع الإنسانية في القانون الوطني، ولكن ما يزال هناك حالات طعن لحقوق معينة. ويشرح تقرير حقوق الإنسان لعام 2014 الصادر عن وزارة الخارجية الأمريكية كيف أنه حتى مع حماية الدستور لحقوق الإنسان الأساسية، فالعديد من الانتهاكات ما زالت تحدث. ورغم التقدم الذي أحرزته البلاد منذ التمرد الماوي، ما تزال هناك العديد من المشاكل الواضحة التي تُظهِر التهميش والتهجير المتواصلين للذين عانوا من العنف المنهجي في النزاع البيروفي. تأسست لجنة الحقيقة والمصالحة عام 2001 لمعالجة الانتهاكات التي وقعت خلال هذا الصراع.

## الخلفية
في الثمانينات، بدأ عقد من الانتهاكات المنتظمة لحقوق الإنسان في بيرو في الحرب ضد الإرهاب التي تميزت بجماعات العصابات مثل الدرب الساطع وجيش توباك أمارو الثوري ضد حكومة بيرو. شُرّد ما يزيد على 600,000 شخص بسبب الصراع المسلح، واختفى كثر آخرون. وردًا على زيادة إصلاح الأراضي والحقوق الاجتماعية والاقتصادية، أدى النزاع إلى زيادة انتهاكات حقوق الإنسان، ونَمت المعارضة ضد حكومة فوجيموري وأيضًا العنف. وأدى الصراع بين قوات الأمن البيروفية وحركات التمرد التابعة للمسلحين إلى زيادة كبيرة في انتهاكات حقوق الإنسان طوال فترة العنف. تشير التقديرات إلى مقتل أكثر من 27000 من مواطني بيرو بسبب انتهاكات حقوق الإنسان من كلا جانبي النزاع. نُفذت آلاف التفجيرات والاغتيالات وحالات التعذيب ضد أعضاء الحكومة فضلًا عن المدنيين طوال فترة التمرد. وكان يُعرف الدرب الساطع بمهاجمته لقواد الحكومة، وقادة المجتمعات المحلية، والنقابيين، والأقليات العرقية والعمال الدينيين ونشطاء حقوق الإنسان والسياح الأجانب. كانت معظم الخسائر الناجمة عن ذلك من المدنيين، ما جعل الصراع الداخلي في بيرو أحد أكثر النزاعات عنفًا في تاريخ البلاد.
وفي نهاية القرن استقال ألبرتو فوجيموري من الرئاسة وتوقف العنف. بدأ البلد بالتعافي بعد عقود من الصراع، وظهرت برامج مثل لجنة الحقيقة والمصالحة، التي أوصت بمستويات من التعويض للأفراد والمجتمعات المحلية في مجالات الصحة العقلية والبدنية والتعليم والدعم الاقتصادي وتوفير وثائق تحديد الهوية، بغض النظر عن التبعات المالية المترتبة على ذلك. ونظرت اللجنة في مقاضاة قوات الأمن البيروفية السابقة لارتكابها هذه الانتهاكات لحقوق الإنسان على مدى عقود. ولكن رغم هذه الحركة التي هدفت إلى تحسين وضع حقوق الإنسان في بيرو، ما يزال هؤلاء السكان مشردين، ما يدل على أن عمليات التنفيذ لا تحدث بمعدل يمكن أن تنجح فيه الحلول المستدامة.
يتناول دستور بيرو موضوعات حقوق الإنسان في مواده الأولى، وينص في أول مادتين على أنه لكل إنسان الحق في احترامه وكرامته، وكذلك احترام حياته والمساواة والحريات المختلفة المتعلقة بالآراء الشخصية والأمن. وهذه «الحقوق الاساسية للشخص» مبينة في الدستور كله، وتعمل بصفتها مصدرًا قانونيًا لحقوق الإنسان. ولكن، رغم هذه الوثيقة القانونية والتقدم في الصراع الداخلي الماضي، فما يزال البلد يواجه تحديات في حماية حقوق الإنسان. ترتبط بيرو أيضًا بالاتفاقية الأمريكية لحقوق الإنسان، والتي تجعلها خاضعة للجنة الدول الأمريكية لحقوق الإنسان ومحكمة الدول الأمريكية لحقوق الإنسان.

## احترام الكرامة
تنص المادة الثانية من دستور بيرو على أنه لكل شخص الحق «في عيش هويته وبصحة نفسية وجسدية طبيعية، ونموه ورفاهه بشكل حر». ناقشت مارثا نوسبوم أهمية السلامة الجسدية في كتابها «إنشاء القدرات»، من نواح عديدة، تشمل الحق في السيطرة على جسمك، والحق في التمتع بصحة جيدة.
ويحمي دستور بيرو هذه الحقوق. أما فيما يتعلق بحقوق العمل والصحة، يناقش الدستور حالة تكافؤ الفرص دون تمييز بالنسبة لجميع مواطني بيرو.

### حقوق العمال
ويعرف «قانون العمل» ضمن اتفاق تعزيز التجارة بين الولايات المتحدة وبيرو، بأنه حقوق العامل المعترف بها دوليًا. وتشمل هذه الحقوق «حرية تكوين الجمعيات والاعتراف الفعلي بالحق في المساومة الجماعية والقضاء على جميع أشكال السخرة، والإلغاء الفعلي لعمالة الأطفال، وحظر أسوأ أشكال عمالة الأطفال، وغيرها من أشكال حماية العمال للأطفال والقصر؛ والقضاء على التمييز فيما يتعلق بالعمل والمهنة؛ وظروف العمل المقبولة التي تتعلق بالحد الأدنى للأجور وساعات العمل والسلامة والصحة المهنية».
تُنظم في بيرو نقابات العمال بحرية، ولكن يجب عليهم الالتزام ببعض القواعد والمتطلبات المحددة في التشريع، كانت الحركة العمالية مرتبطة بالتحالف الثوري الشعبي الأميركي، ما سمح بظهور اتحاد عمال بيرو عام 1964. زاد نشاط الاتحاد خلال سنوات الحكم العسكري، بإدخال  قانون الإصلاح الصناعي الذي أدى بدوره إلى انخفاض في التوظيف في القطاع الرسمي. ونتيجة للصراع المسلح الذي نشب في بيرو في أوائل الثمانينات، ازداد التدهور الاقتصادي، ما أدى إلى إزالة سلطة النقابات العمالية. وفي نهاية القرن، حدثت إضرابات عديدة لدى معظم جماعات العمال والمعارضة ضد محاولة إعادة انتخاب فوجيموري. يعتقد البعض أن هذه الاحتجاجات كانت من أنجح عمليات التعبئة المؤيدة للديمقراطية في بيرو.
بين عامي 1995 و2003، أصدرت حكومة بيرو حوالي 1.2 مليون سند ملكية للعقارات في المناطق الحضرية.
وقد أثرت سندات الملكية  هذه تأثيرًا إيجابيًا على اقتصاد شعب بيرو، ساعد برنامج منح سندات الحكومة، بعكس معظم برامج الرعاية الاجتماعية الأُخرى، على زيادة فرص العمل في بيرو، ما أدى إلى زيادة عدد السكان في القوة العاملة.
وفيما يتعلق بعمالة الأطفال، ما يزال أطفال بيرو يعملون في الصناعة، رغم وضع حكومة بيرو قوانين تتعلق بعمالة الأطفال. يبلغ الحد الأدنى لسن العمل في بيرو 14 سنة، و18 سنة في حالة الأعمال الخطرة. في عام 2014، كان هناك نحو 68% من الأطفال تحت سن العمل القانوني يعملون في المناطق الريفية في المزارع، بينما عمل 31% من الأطفال في قطاع الخدمات الحضرية في العديد من المهن الخطرة. كثيرًا ما يعيش هؤلاء الأطفال في أماكن العمل في مجتمعات فقيرة ومحلية تعتمد على عمل الأطفال من أجل البقاء على قيد الحياة. ومن المرجح أن يكون الأطفال الذين يعيشون في فقر مدقع والذين يدرسون ويعملون في نفس الوقت أكثر بأربعة أضعاف من الأطفال الذين ينتمون إلى أسر غير فقيرة. وكافحت كل من وكالات إنفاذ القانون الجنائي والعمل في بيرو عمل الأطفال، ومن خلال اقتراح أشكال مختلفة من الإجراءات الحكومية للقضاء عليها تمامًا، مثل توسيع نطاق فرص الحصول على التعليم والبرامج الاجتماعية.

### الحقوق الصحية
يوجد في مناطق مختلفة من بيرو سكان يعانون من مستويات مختلفة من التمييز والفقر، تزيد هذه الاختلافات من التباين في معدلات الاعتلال والوفيات. فضلًا عن الأمراض التي يمكن الوقاية منها، بين السكان المحليين الفقراء. حتى عام 2011، كان معدل وفيات الرضع في بيرو 17 لكل 1000 مولود حي، ومعدل وفيات الأمهات 98 لكل 100,000 مولود حي. رغم إحراز تقدم كبير في قطاع الصحة في بيرو منذ انتهاء الحرب ضد الإرهاب، لم يعتمد النظام الصحي حقوقًا كاملة ومتساوية لجميع مواطني بيرو. فيما يتعلق بالعرق والإثنية  والجنس، لا تزال هناك تفاوتات واضحة في الخدمات الصحية. رغم أن خطة الصحة الوطنية في بيرو تعبر عن التزام واضح بالوصول العالمي، فالبلد ما يزال يعاني في توفير الرعاية الصحية الجيدة لجميع المواطنين.
وفي عام 2002، أُنشئت شبكة للمجتمع المدني تحمل اسم «فوروسول» لتكون بمثابة مساحة لإجراء محادثات بشأن الصحة، يهدف البرنامج من خلال توحيد 80 منظمة عضو في جميع أنحاء بيرو إلى تطوير سياسات صحية جديدة تركز على كفاءة الخدمات الصحية وتوسيع نطاقها. هدف الشبكة هو ترسيخ الصحة بشكل كامل كحق عالمي لسكان بيرو. ولتحقيق ذلك، عملت المنظمة على تعزيز الخدمات الصحية النوعية والجيدة للوصول الذين يعيشون في فقر ويستبعدون من مجتمع بيرو الكبير.
وتشير التقديرات إلى أن 40% من سكان بيرو لا يحصلون على الرعاية الصحية وعلى الخدمات الصحية الكبيرة. أعطت فوروسول الأولوية للمشاركة الصحية بين المواطنين من أجل التأثير على القرارات الصحية الأكبر التي يتم اتخاذها على الصعيدين الوطني والإقليمي. عزز اقتراحهم «نهج المشاركة من القاعدة إلى القمة»، والسعي إلى «تعزيز مساءلة المسؤولين الحكوميين عن كل من إنجازات السياسة الصحية وأوجه القصور فيها». 
ودعمت مجموعة أخرى من المنظمات، هي منظمة كير - بيرو ومنظمة أطباء من أجل حقوق الإنسان، رصد المساءلة والحفاظ على الحقوق الصحية وإمكانية الوصول إليها داخل بيرو، وتعمل منظمة كير اليوم على تنظيم برامجها حول السكان الذين يعانون من التمييز والضعفاء مثل النساء، ومجموعات السكان المحليين، والسكان الريفيين، بغية مساعدتهم على ممارسة حقوقهم كمواطنين في بيرو، تركز منظمة كير على صحة الأم، والعمل على خفض معدلات وفيات الرضع والأمهات المرتفعة والتغذية وتعزيز الأمن الغذائي ومبادرات التنمية الاقتصادية المستدامة لتحسين صحة ورفاه المواطنين المستضعفين في بيرو. وتعمل جميع الشراكات داخل بيرو على مساعدة هؤلاء السكان المستضعفين على أن يكونوا في وضع أفضل للدعوة إلى إحداث تغييرات في مجتمعاتهم المحلية في إطار خدمات صحية أكثر وطنية.

## الحريات المدنية
يكفل الدستور أيضًا الحريات المدنية المختلفة التي تضمن الحريات الشخصية. تُعد حرية التعليم وحرية الاعتقاد حريات أساسية مدرجة في دستور بيرو. التعليم حق أساسي من حقوق الإنسان، ويحق لكل فرد في بيرو الحصول على التعليم دون تمييز. بالمثل، فإن حرية الاعتقاد حق من حقوق الإنسان تعترف بها بيرو في دستورها، وهو ما يمنع التمييز على أساس الاختلافات الدينية.

### الحقوق الدينية
يكفل دستور بيرو، إلى جانب العديد من القوانين والسياسات، حرية الاعتقاد. رغم ذلك، كافحت الجماعات غير الكاثوليكية، على نحو مستمر، من أجل الحصول على الحريات نفسها المكفولة للكاثوليك. لم تتمكن الجماعات الدينية غير الكاثوليكية من الحصول على بعض الاستحقاقات المقدمة إلى أفراد الكنيسة الكاثوليكية، وكثيرًا ما تتعرض لانتهاكات مجتمعية نتيجة انتماءاتهم ومعتقداتهم الدينية. تنص المادة 50 من الدستور على أن «تعزز الدولة مساهمتها» للكنيسة الكاثوليكية و«يجوز ذلك» للأديان الأخرى.
نحو 81% من سكان بيرو من الكاثوليك الرومان، ونحو 13% من البروتستانت، ونحو 3% من الأديان الأخرى. انتقدت جماعات الأقليات الدينية قوانين الحرية الدينية، بدعوى أنها لا تعالج مشكلة عدم المساواة، ويمكن أن تكون تمييزية وغير دستورية. لا يزال العديد من سكان بيرو يواجهون مشاكل مع الجماعات الدينية المسيحية التي تفرض ثقافتها على السكان الذين لديهم معتقدات وطرق حياة مختلفة. مع ذلك، اتخذت بيرو خطوات كثيرة نحو إرساء المزيد من الحقوق القانونية لعديد من الجماعات الدينية. عملت بيرو على معالجة مشاكل التسامح الديني، وذلك عبر إنشاء مكتب شؤون الأديان. أعربت العديد من جماعات الأقليات عن سعادتهم بالتعديلات التي أجرتها الحكومة في عامي 2011 و2016 للحد من محاباة الكنيسة الكاثوليكية وتخفيف شروط تسجيل المنظمات. على الرغم من أنه لا يزال يتعين معالجة أوجه عدم المساواة فيما يتعلق بالحرية الدينية، فقد عملت حكومة بيرو على مكافحة المشاكل المتعلقة بالجماعات الدينية غير الكاثوليكية، وهي تواصل الضغط من أجل تحقيق المساواة المؤسسية.